# Born This Way Ball
A Born This Way Ball Lady Gaga amerikai énekesnő harmadik világkörüli turnéja, amellyel a Born This Way (2011) című második stúdióalbumát népszerűsítette. A turné minden lakott kontinensre ellátogatott, és a Pollstar a 2012-es év ötödik legjövedelmezőbb turnéjaként rangsorolta. A turné 2013-ban 22,5 millió dolláros bevételt hozott a Pollstar év végi listája szerint a 18 koncertből, így a Born This Way Ball turné összbevétele 98 koncertből 183,9 millió dollárra nőtt. A koncertsorozat jó fogadtatásra talált a kritikusok körében, akik dicsérték a színpadképet, Gaga énekesi képességeit és a különböző expresszív üzeneteket.
2013. február 13-án, miután két nappal korábban már bejelentették a chicagói, detroiti és hamiltoni koncertek elhalasztását sérülés miatt, a Live Nation és Lady Gaga bejelentette a fennmaradó koncertdátumok lemondását, mivel az énekesnő jobb csípőjében a koncertek során végzett megerőltető, ismétlődő mozgások miatt labralis szakadás alakult ki. Az énekesnő műtéten esett át, hogy helyrehozzák az okozott sérülést.

## Háttér és kidolgozás

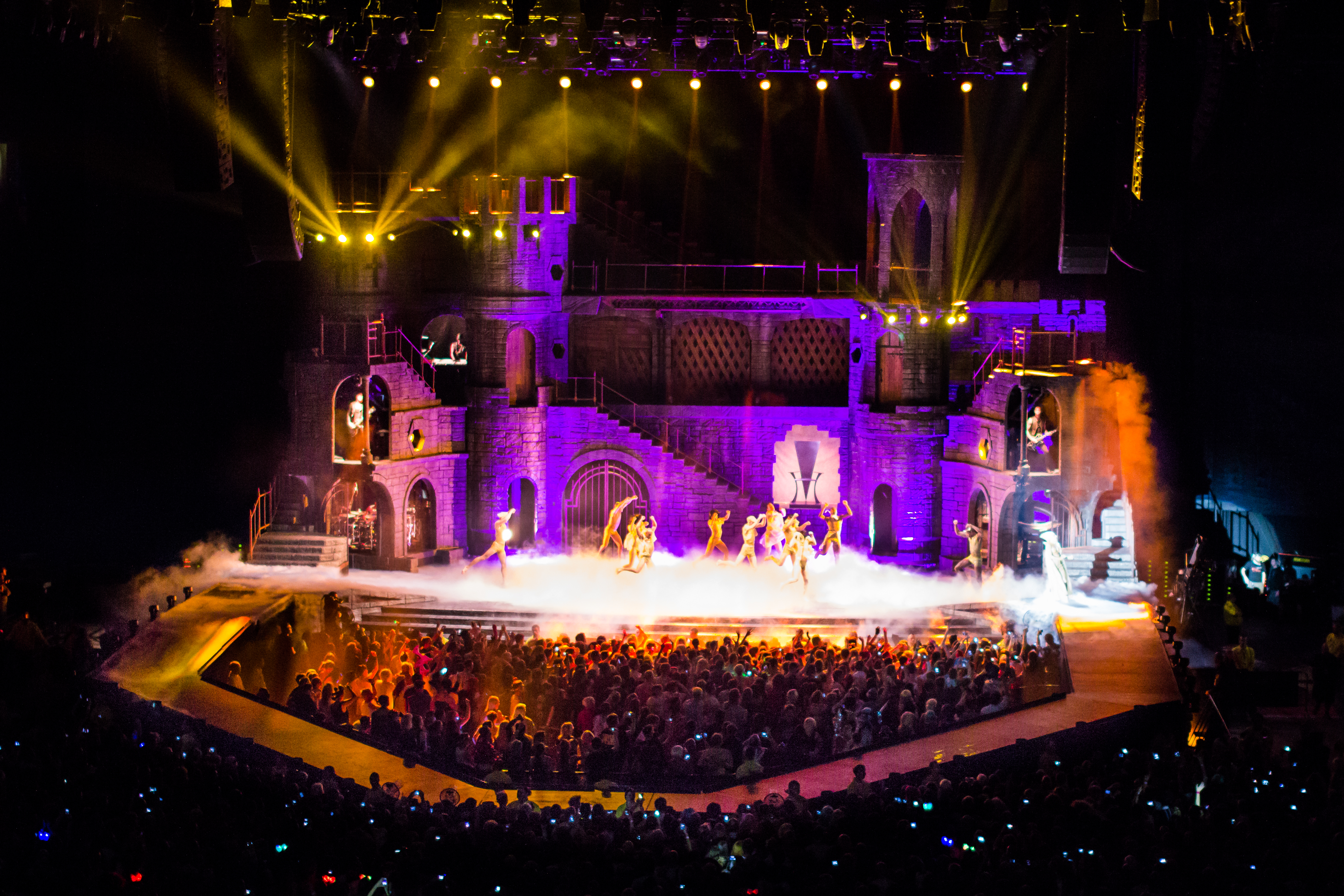
A turné színpadképe, rajta a középkori várral

A Born This Way második kislemezének, a Judas-nak a megjelenésekor Lady Gaga egy interjúban megerősítette, hogy 2012-ben koncertturnéra indul, amely során először látogat el latin-amerikai országokba, például Brazíliába, majd visszatér Mexikóba is. 2011 novemberében DJ White Shadow producer azt állította, hogy Gaga „a turnézás következő körére [készül]”, hozzátéve, hogy az énekesnő fő célja a következő évben a Born This Way Ballra való további felkészülés, valamint új dalok készítése a következő stúdióalbumához. Fernando Garibay, aki a The Fame Monster (2009) című lemezen kezdett együttműködni Gagával, úgy érezte, hogy a Born This Way az egyik legszemélyesebb pillanata. Így vélekedett: „Ez az album volt a legszemélyesebb [azért], mert annyi részlet került bele a lemezbe, annyi szenvedély [és] érzelem tőle és a csapattól. Minden dal egy történet volt a Born This Way téma felé. Most már izgatottak vagyunk, hogy ezt a turnéba is belevigyük, és ezt élőben is kifejezzük”. Az előző turnéjával ellentétben Garibay megerősítette, hogy a Born This Way Ball koncertjei kicsit szélsőségesek lesznek.
A turné promóciós plakátja 2012. február 7-én jelent meg, amelyet Ray Waddell, a Billboard munkatársa úgy jellemzett, mint egy „bizarr plakátot, amely a bált úgy ábrázolja, mint egy középkori–80-as évekbeli királyságot”. A képen Gaga arca lebeg sötét felhők fölött, neonlila és türkiz színárnyalatok közt. Alatta teste egy billentyűs hangszerbe olvadt és táncosai mellett áll egy középkori kastély előtt. A Born This Way Ball első és második szakaszát a következő napon jelentették be, amelyből kiderült, hogy Gaga olyan országokban ad koncertet, mint Dél-Korea, Hongkong és Szingapúr. Az ausztrál-ázsiai szakasz részeként 2012. február 15-én további dátumokat hirdettek meg. A Live Nation Global Touring vezérigazgatója, Arthur Fogel és csapata irányította a turnét, ahogyan a 2010–11-es Monster Ball turné nagy részét is ők irányították. Fogel kifejtette, hogy „A legutóbbi turné megalapozta [Gagát], mint világszinten jelentős fellépőt, és úgy gondolom, hogy ez a turné ennek a folytatása lesz, különösen, ha figyelembe vesszük, hogy olyan területekre megyünk, ahol még sosem járt, mint Délkelet-Ázsia és Latin-Amerika.”

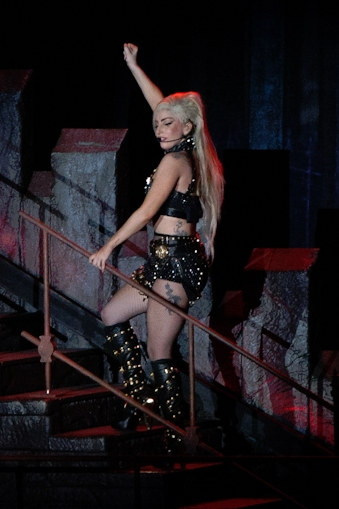
Lady Gaga a The Edge of Glory című számot adja elő egy Versace által tervezett ruhában. Donatella Versace több ruhát is biztosított a turnéhoz.

2012 márciusában bejelentették az európai szakaszt, amely huszonegy dátumot tartalmazott két hónapos időintervallumban, és Bulgáriában kezdődött, míg Spanyolországban fejeződött be. A turné ázsiai szakaszának előzenekarává a német elektronikus zenészt, Zedd-et szerződtették, míg a Born This Way Ball európai szakaszának előzenekarának a régóta együttműködő Lady Starlight-ot és a brit glam rock zenekart, a The Darkness-t kérték fel. A zenekar honlapján azt írta, hogy „megtiszteltetés számukra, hogy bejelenthetik, hogy Lady Gaga 2012-es Born This Way Ball turnéjának fő előzenekaraként csatlakoznak a turnéhoz”. A latin-amerikai dátumokat 2012. augusztus 6-án jelentették be a Twitteren keresztül. Észak-Amerikában két, Dél-Amerikában pedig négy időpontot hirdettek meg.
Gaga úgy jellemezte a turnét, mint egy „elektro-metál pop-operát”; „a Kezdet története, a Hírnév Királyságának genezise. Hogyan születtünk és hogyan fogunk meghalni ünnepelve”. A táncpróbák körülbelül egy hónapig zajlottak. 2012 februárjában a Twitteren keresztül elárulta, hogy színpadi látványterveket fog bemutatni. Gaga nyilvánosságra hozta a színpadkép vázlatát, amelyet maga az énekesnő és kreatív csapata, a Haus of Gaga tervezett. Gaga azt írta: „Annyira izgatott vagyok. A Haus olyan keményen dolgozott, alig várjuk, hogy láthassátok!!! Szeretlek titeket, Kis Szörnyecskék, érezzétek jól magatokat!”. A színpad néhány hónap alatt készült el, és egy középkori gótikus kastélyt mintázott, kilátótornyokkal, aprólékos faragásokkal és a közönséggel való interakciót lehetővé tevő nagy kifutóval. Több mint tizenöt trélerre volt szükség – amelyek ötvenhárom láb hosszúak voltak –, hogy a kastélyt a színpadra szállítsák.  A kifutó által körülzárt területet Gaga „The Monster Pit”-nek nevezte el. „A „The Monster Pit”-be való belépés [...] azon rajongók számára van fenntartva, akik elsőként érkeztek, egész éjjel várakoztak, [...] 'Bálba' öltözve. A Haus of Gaga minden este kiválaszt rajongókat a The Monster Pitből, akik hátrajöhetnek a backstage-be és találkozzanak velem! Ezek a jegyek nem drágábbak. Nincs öltözködési követelmény. A Born This Way azt jelenti, hogy bármi megengedett”.
A turnét megelőző hetekben egy reklámkampány részeként négy, Giorgio Armani által tervezett ruhaköltemény vázlatát adták ki a sajtónak. Armani korábban az 52. Grammy-díjátadón, valamint a Monster Ball turné során már dolgozott Gagával. Sok más ruhát Donatella Versace biztosított a turnéhoz.

## A koncert

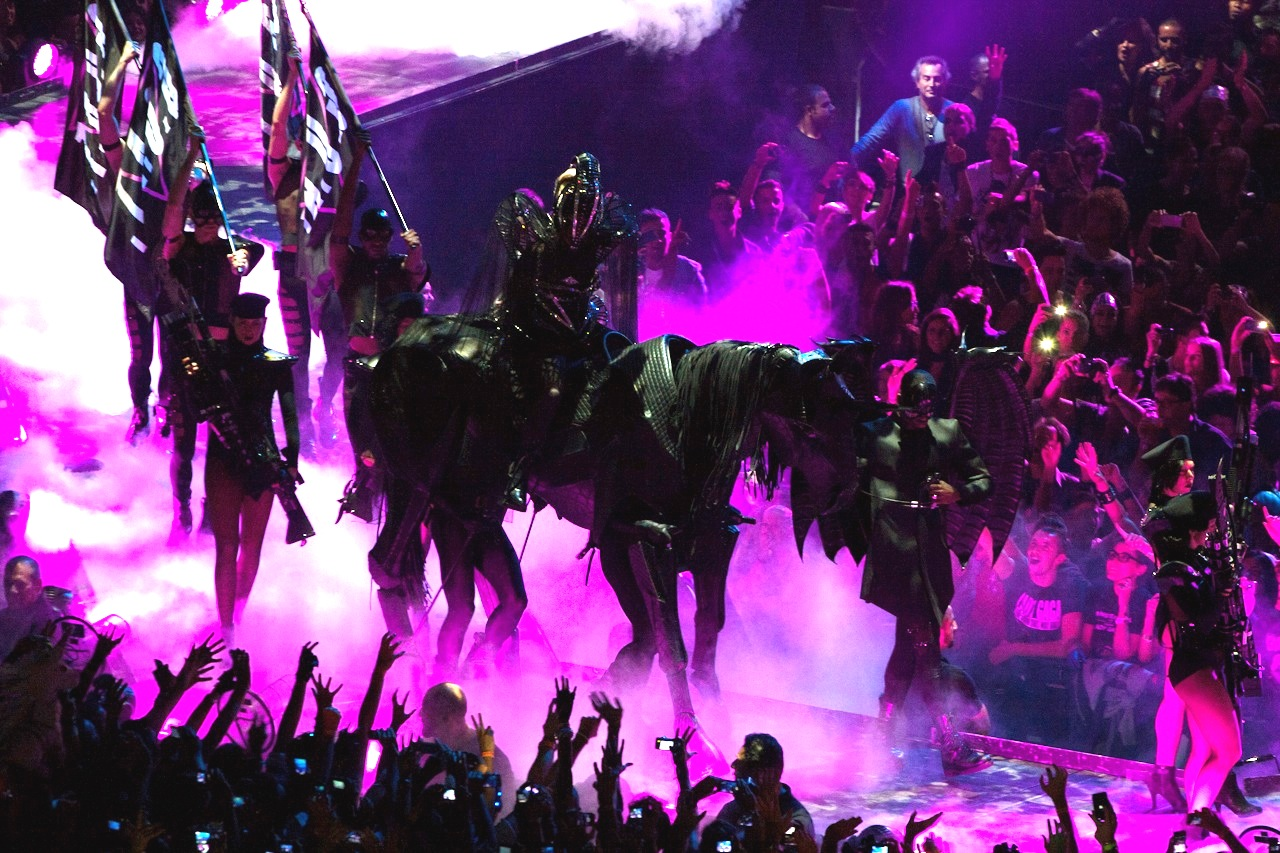
Lady Gaga a Highway Unicorn (Road to Love) című dalával nyitotta meg a koncertet, melyet egy mechanikus unikornison ülve adott elő

A koncert egy nagy, középkori stílusú kastélyban és körülötte játszódik, amely a „Hírnév Királysága” néven ismert, és amely a műsor során változik és mozgásban van. Az előadás átkötő elemeihez klasszikus zenei aláfestés társul, amely a show sötét, operai témájához illeszkedik. A koncert a Highway Unicorn (Road to Love) című számmal kezdődött, amelyet egy hosszabb intro előzött meg. Gaga egy mechanikus unikornison vonul be,  amelyet a The Jim Henson Company épített a háromszintes középkori kastély kellékeiből. A dal után a színpad elsötétült, és reflektorok világítottak a színpadon, miközben egy helikopter hangja szólt. A közönség ekkor hallja először megszólalni a „Mother G.O.A.T.”-ot, aki kijelenti, hogy „az idegen szökevény Lady Gaga megszökött” és meg kell ölni. Gaga egy földönkívüli jelmezben jön elő, és elénekli a Government Hookert, amelyben „elcsábít” egy öltönybe öltözött táncost, mielőtt megöli őt, és elhagyja a színpadot. Gaga táncosai ezután a Born This Way-hez hasonló szülési jelenetet játsszák újra, miközben az énekesnő nyögve szimulálja a szülést. Ezután előbújik egy nagy, felfújható cipzározható vaginából.
A Black Jesus + Amen Fashion és a Bloody Mary után egy intermezzo kezdődik, ismét feltűnik a „Mother G.O.A.T.”, aki előadja a Born This Way videóklipjében hallható bevezető monológot. A Bad Romance című dalhoz Gaga egy tartályban érkezik a színpadra. A dal után felszökik a kastély tetejére, és elénekli a Judas-t, mielőtt megszökik, és előadja a Fashion of His Love-ot és a Just Dance-t. A LoveGame alatt egy átlátszó fürdőkád emelkedik a színpadon, amelyben énekel. Gaga beszéde után, amelyben megköszöni a közönségnek, hogy eljöttek a koncertjére, a Telephone-t adják elő az eredeti koreográfiával. Ezután újra visszatér a „Mother G.O.A.T.”, aki a Föld Gaga általi megszállásáról beszél. Majd a Heavy Metal Lover alatt motorként feltűnve előjön (A Born This Way albumborítójára utalva) és körbemegy a színpadon, majd a dal utolsó refrénje alatt táncolni kezd. A Bad Kids után egy akusztikus rész következik olyan dalokkal, mint a Hair, a Princess Die és a You and I. A felvonás az Electric Chapellel zárul, villogó fényekkel, mielőtt Gaga elhagyja a színpadot.

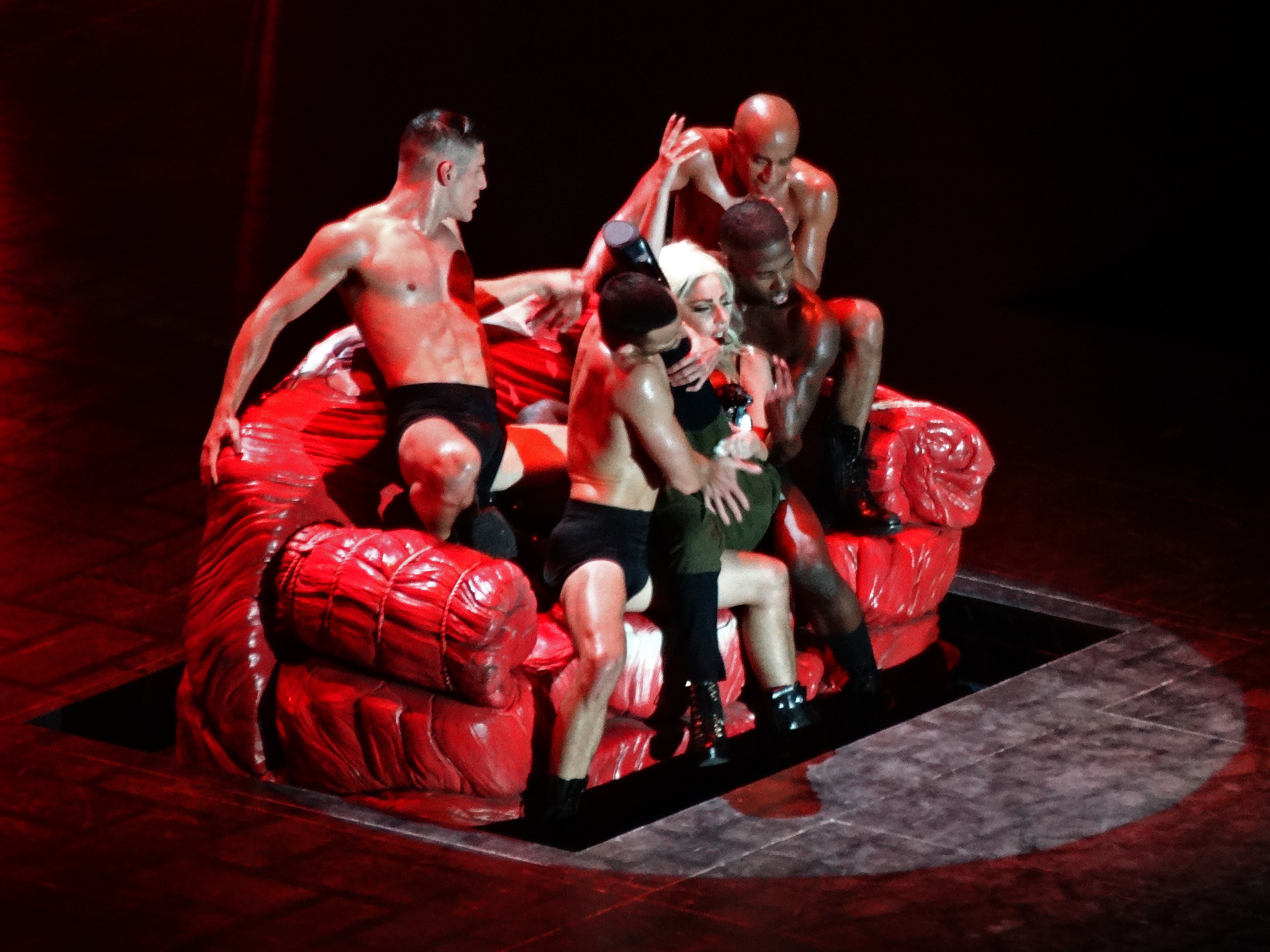
Gaga egy „húskanapén” ülve adta elő az Alejandrót

Egy spanyol mintákat követő gitár intró után húsruhában tér vissza a színpadra és előadja az Americano című számot. A dal elején egy házasságkötést láthatunk azonos neműek között. Gaga kifejezve a kormány szigorúságát kijelenti, hogy „tapsoljuk meg a boldogtalan párt”. A Poker Face következik, majd a dal végén Gaga egy húsdarálóba kerül. Ezután Gaga egy húskanapén emelkedik vissza a színpadra, hogy talpig fegyverben előadja az Alejandrót. Eközben mögötte a kastély bezárul. Ezt követően megjelenik a „Mother G.O.A.T.”, aki a kastély körül mozog és a Paparazzi című dalra tátog, amíg Gaga vissza nem tér, hogy új diszkóbotjával megölje őt. Gaga ezután beszédet mond arról, hogy a zenében nincsenek határok, majd előadja a Scheiße-t. A dal után a színpad elsötétül. Pillanatokkal később visszatér a kastény egyik tornyába, és elénekli a The Edge of Glory-t, majd az utolsó dalt, a Marry the Night-ot. Amikor a dal véget ér, ő és táncosai leereszkednek a színpadról, és a kastély elsötétül.

## A kritikusok értékelései

### Ázsia és Óceánia

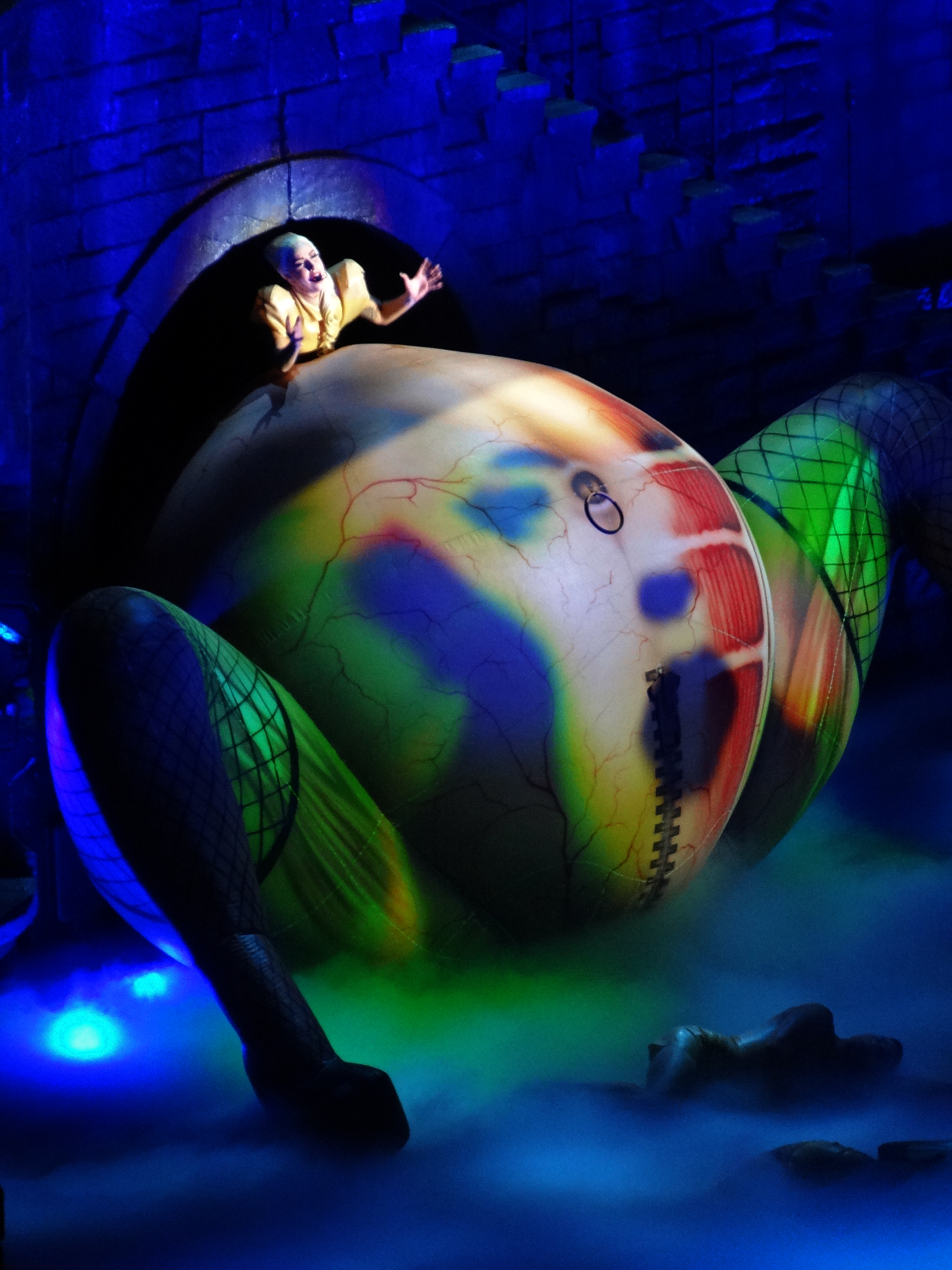
Lady Gaga a Born This Way című dal előadását egy szülési jelenettel kezdi

A Korea Herald újságírója, Cho Chung-un úgy vélekedett, hogy Gaga a turné során „innovatív és lélegzetelállító színpadi installációkkal és ötletekkel” ejtette rabul a közönséget. Emma Kalka ugyanennek a kiadványnak írva kiemelte Gaga ruhatárát, és több szegmenst, például az Americano előadását a koncert fénypontjaként említette. Kwaak Je-yup, a The Korea Times munkatársa szerint az előadás megmutatta Gaga előadóművészi képességeit. „Péntek este Lady Gaga a legjobb formáját hozta, a divatot és a designt remek dallamokkal és táncmozdulatokkal ötvözte.”
Az MTV egyik írója megjegyezte a show kidolgozott látványvilágát a „gótikus kastélyháttérrel és számtalan jelmezváltással”, és arra a következtetésre jutott, hogy „egyértelmű, hogy Gaga még a saját Monster Ballját is felülmúlta a látványosság tekintetében”. Elizabeth Soh, a Yahoo! munkatársa pozitív kritikát adott a szingapúri koncertről, amely „időnként sokkoló, durva, laza és egyszerűen csak bizarr”. A The New Zealand Herald úgy vélte, hogy „nyilvánvaló, hogy Gaga hisz az üzenetében, ez érződik a hangján. [Hogy] a sok fény, csillogás, hús, fegyverek és robbanó melltartók mögött egy kivételes tehetségű énekesnő van”. Az első brisbane-i koncertre a Brisbane Times öt csillagot adott, és azt írta, hogy „tiszta popszínház” volt, és hogy „a közönség egyszerűen belefeledkezett a Gaga-élménybe”. Sean Sennet a The Australian című lapban úgy nyilatkozott, hogy a show „minden értelemben extravagáns volt”, és „mérföldkőnek számító turnéként fognak emlékezni rá”.
Simon Sweetman az új-zélandi Stuff.co.nz dicsérte a turné aucklandi állomását, és a legjobb popkoncertnek nevezte Janet Jackson Velvet Rope turnéja óta. A The New Age című dél-afrikai kiadvány ötcsillagosra értékelte Gaga johannesburgi fellépését, mondván, hogy „Gaga energiája és a látványos táncosok sokasága egy izgalmas show-t eredményezett”. Nikita Ramkissoon, a The Times című országos napilap munkatársa osztotta ezt a dicséretet, és azt írta, hogy „nagyon megfogta a természetes tehetsége... A színpadra lóháton érkező, magát megszülő, szexszel és pompával csöpögő táncától kezdve a Fekete Jézuson és a húsból készült fotelben szétterpesztett lábakon át, ez az előadás nem volt más, mint látványos. Minden percében... Mindenki, akit [ő] ismert, aki ott volt, el volt ájulva. Csak ott kellett lenni, hogy lássák, milyen lenyűgöző volt”.

### Európa
A Born This Way Ballt az ATN litván kiadvány „az év legjobb show-jának” és „az elmúlt évek egyik legelképesztőbb litvániai eseményének” nevezte. Neil McCormick a The Daily Telegraph-tól négy csillaggal jutalmazta a helsinki Born This Way Ballt, azt írva, hogy a show „elég látványos... és elég látványosan őrült”, megemlítve, hogy Gaga „a 21. század legnagyobb popsztárja”. A svéd Expressen hírügynökség öt csillagot adott a koncertnek, úgy vélve, hogy „a két és fél órás show messze a legpazarabb és legkülönösebb, amit valaha is láttak”, kiegészítve Gaga „humoros villanásait... és okos politikai beszólásait”, valamint a show intimitását és az önkifejezés és a szeretet népszerűsítését. A The Guardian az ötből négy csillagot adott a műsornak, mondván, hogy „a feszesen koreografált slágerek fantasztikusan hangzanak”. A berlini O2 Worldben tartott fellépésével kapcsolatban a Berliner Morgenpost arról számolt be, hogy „ellentétben Madonnával, akinek mesterkélt színpadi látványosságát ugyanitt lehetett megtapasztalni, a fiatalabb rivális pimasz, friss, kompromisszumok nélküli”. A Verdens Gang című norvég újság vegyes kritikát adott róla, csodálta a hangját, de azt mondta, hogy „ha a tartalomról akarunk beszélni, akkor az hasonló [Madonnáéhoz]. Gaga aligha mond olyat, amit Madonna ne mondott volna 25 évvel ezelőtt”, hozzátéve, hogy „kevésbé érdekes pop-művésznő, mint azt sokan reméltük. Lady Gaga, akit oly gyakran dicsérnek azért, mert "eredeti", többnyire nagyon nem eredeti”.

### Észak-Amerika

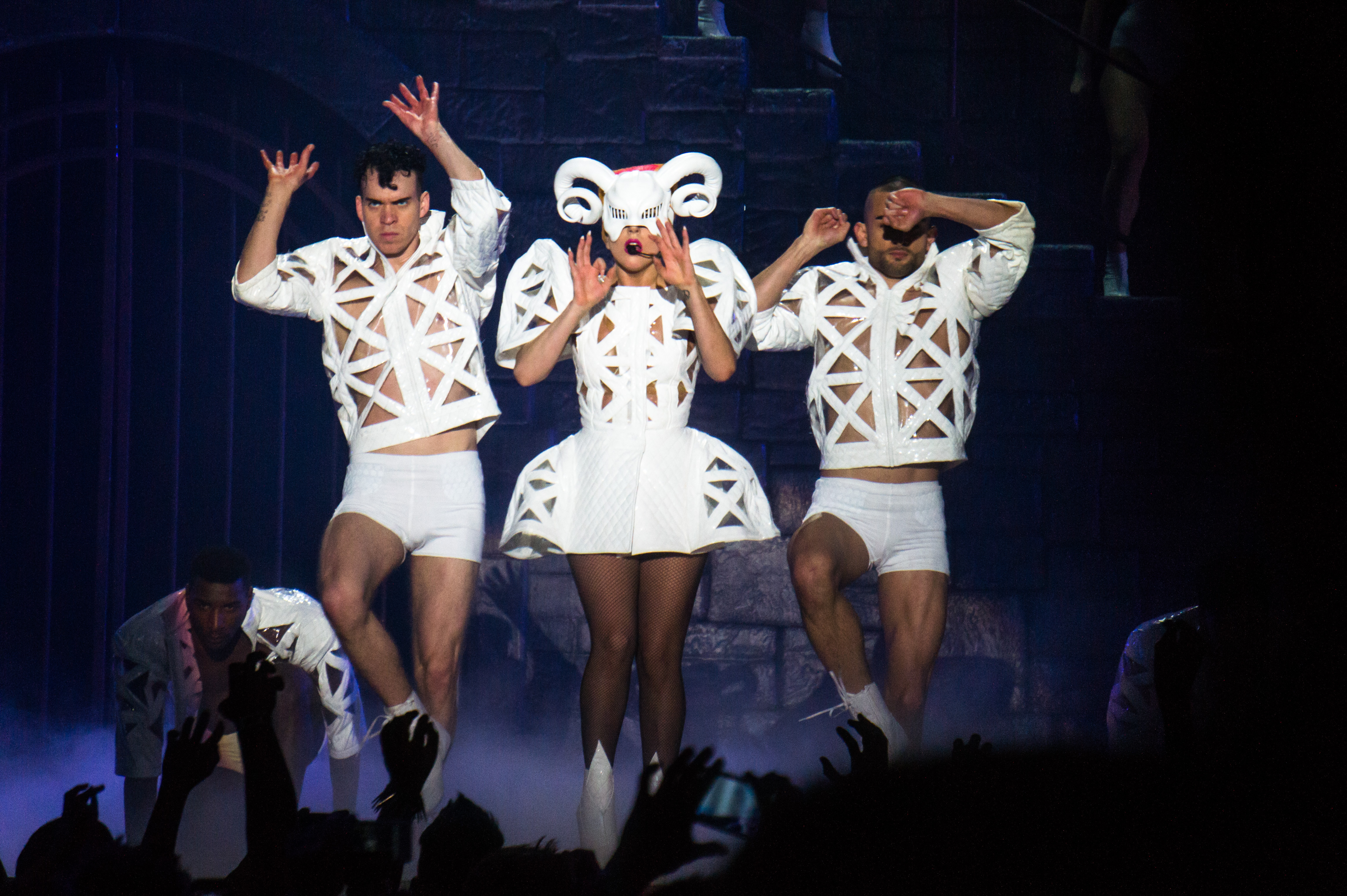
Gaga táncosaival körülvéve adja elő a Bad Romance-t

Az észak-amerikai szakaszról szóló vélemények többnyire pozitívak voltak. A The Vancouver Sun újságírója, François Marchand dicsérte a showt, és azt írta, hogy „Madonnával ellentétben, akinek legutóbbi vancouveri fellépését erőszakos képek és a régi rajongókkal szembeni, már-már erőszakos viselkedés uralta, Gaga továbbra is a magabiztosság és az önmagunk szeretetének üzenetét közvetítette”. Jeva Lange a Seattle Weekly újságírója a tacomai koncerttel kapcsolatban szintén pozitívan írt, úgy vélte, hogy „hangja, jelmezei és lírai őszintesége nem csak teljesen felejthetetlen volt, hanem inspiráló is”. Rich Lopez a Dallas Voice-tól dicsérte a show-t és Lady Gaga „fáradhatatlan dinamikus előadását”, mondván: „Sokkolt, megérintett, dívás valósággal tálalta, és mint az a négy rajongó a színpadon (valamint azok, akik csatlakoztak hozzá a Marry the Night fináléjában), mindenkit különlegessé tett.” Joe Golfen, a The Arizona Republic munkatársa szintén pozitív kritikát adott a phoenixi koncertről, mondván, hogy „A közel két és fél órás show, a Born This Way Ball egyik állomása, kiemelte mindazt, ami Lady Gagát ilyen jelenséggé tette. Voltak felháborító ruhák, bonyolult díszletek, szexi táncszámok, valamint az önbecsülésről és a melegek jogairól szóló üzenetek. Plusz az összes sláger.”, és megjegyezve, hogy „a sikoltozó rajongókkal teli aréna egyértelművé tette, hogy a csillaga nem fog egyhamar elhalványulni”.
Más észak-amerikai kritikák kritikusabbak voltak. Emily Zemler, a The Hollywood Reporter munkatársa vegyes kritikát adott a Los Angeles-i előadásról, és így írt: „A zene a legjobb esetben is csak másodlagos volt a szedett-vedett, erősen megrendezett előadáshoz képest... Olyan volt, mintha az énekesnő úgy döntött volna, hogy minden lehetséges ötletet, ami valaha is felmerült valakiben az élő showjával kapcsolatban, egyszerre valósít meg”. Jim Harrington az Oakland Tribune-tól negatív kritikát adott a San Jose-i koncertről, mondván, hogy „a produkció annyira túlzó, hogy teljesen eltemeti a zenét”, hozzátéve, hogy„ [a rajongók] lelkesedésének szintje határozottan úgy tűnt, hogy a koncert elején tetőzik”.

## Kereskedelmi teljesítmény

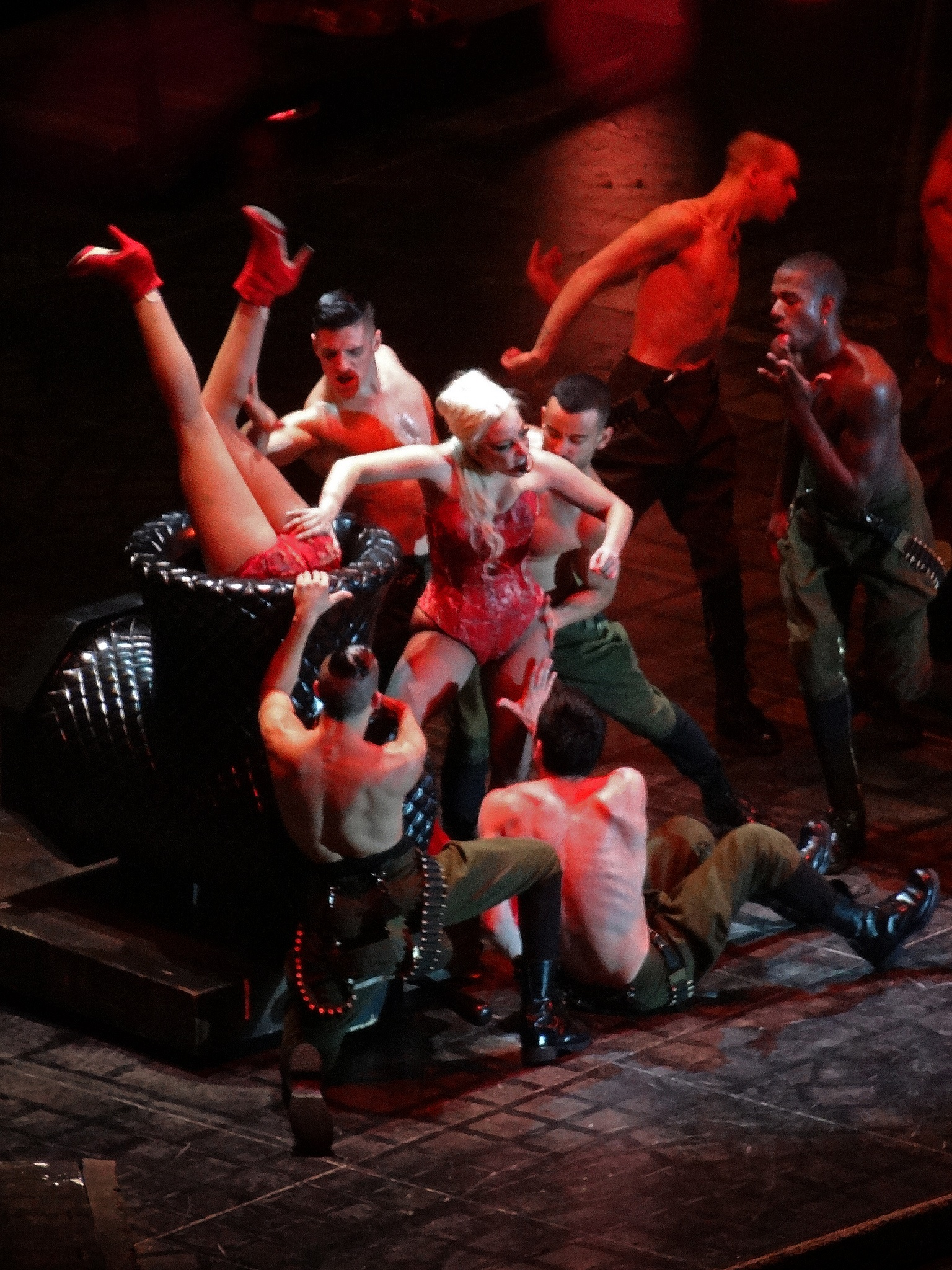
Lady Gaga a Poker Face című slágerét adja elő, a híres húsruhájának utánzatát viselve

A turnéra szóló jegyeladás óriási kereskedelmi sikert aratott több ázsiai és ausztrál piacon. A Born This Way Ball ausztrál-ázsiai szakaszára 2012. február 17-én váltak elérhetővé a jegyek a Ticketek és a Ticketmaster rendszerén keresztül. Röviddel a rendelkezésre állás után az első két aucklandi koncertre már el is fogytak a jegyek. Az új-zélandi és ausztráliai pozitív jegyeladások hatására kilenc további koncertet terveztek az ausztrál-ázsiai szakasz részeként. Hongkongban február 24-én vált elérhetővé 6000 elővételben megvásárolható jegy. A jegyek három órán belül elfogytak, ami arra késztette a Live Nationt, hogy Gaga öt nap leforgása alatt három további koncertet adjon a városban. Az egymást követő hongkongi, tajpeji, tokiói, bangkoki, szingapúri, szöuli és jakartai előadásokról további teltházakról és pozitív kereskedelmi eredményekről számoltak be, az utóbbira két órán belül minden jegy elkelt.
Hasonló sikerek az európai piacokon is megfigyelhetőek voltak. Több brit kiadvány is jelezte, hogy az Egyesült Királyságban az elővételes jegyek a keresletet meghaladóan fogytak. Iparági elemzők az internetes keresések alapján azt becsülték, hogy a londoni és manchesteri időpontokra kiadott 75 000 jegyből becslések szerint kétmillióan próbálhattak jegyet vásárolni. A jegyek 2012. április 13-án váltak elérhetővé; a londoni koncertre rekordot jelentő 50 másodperc alatt, míg a manchesteri koncertre tíz perc alatt fogytak el a jegyek. Több európai jegyértékesítő oldal összeomlott, amikor a jegyek árusítása megkezdődött, többek között Svédországban, Finnországban és Spanyolországban, ahol a barcelonai elővásárlások gyorsan elkeltek; a romániai Bukarestben tartott szabadtéri koncertjén több mint 22 000 ember vett részt. Mindkét oroszországi dátum órák alatt elkelt. A turné legnagyobb közönsége 2012. szeptember 22-én Párizsban, a Stade de France-ban volt, ahol Gaga 71 000 nézővel a legfiatalabb előadó lett, aki valaha a stadionban lépett fel, egészen addig, amíg Rihanna 2013 júniusára nem tervezett időpontot a Stade de France-ban a Diamonds World Tour keretében.

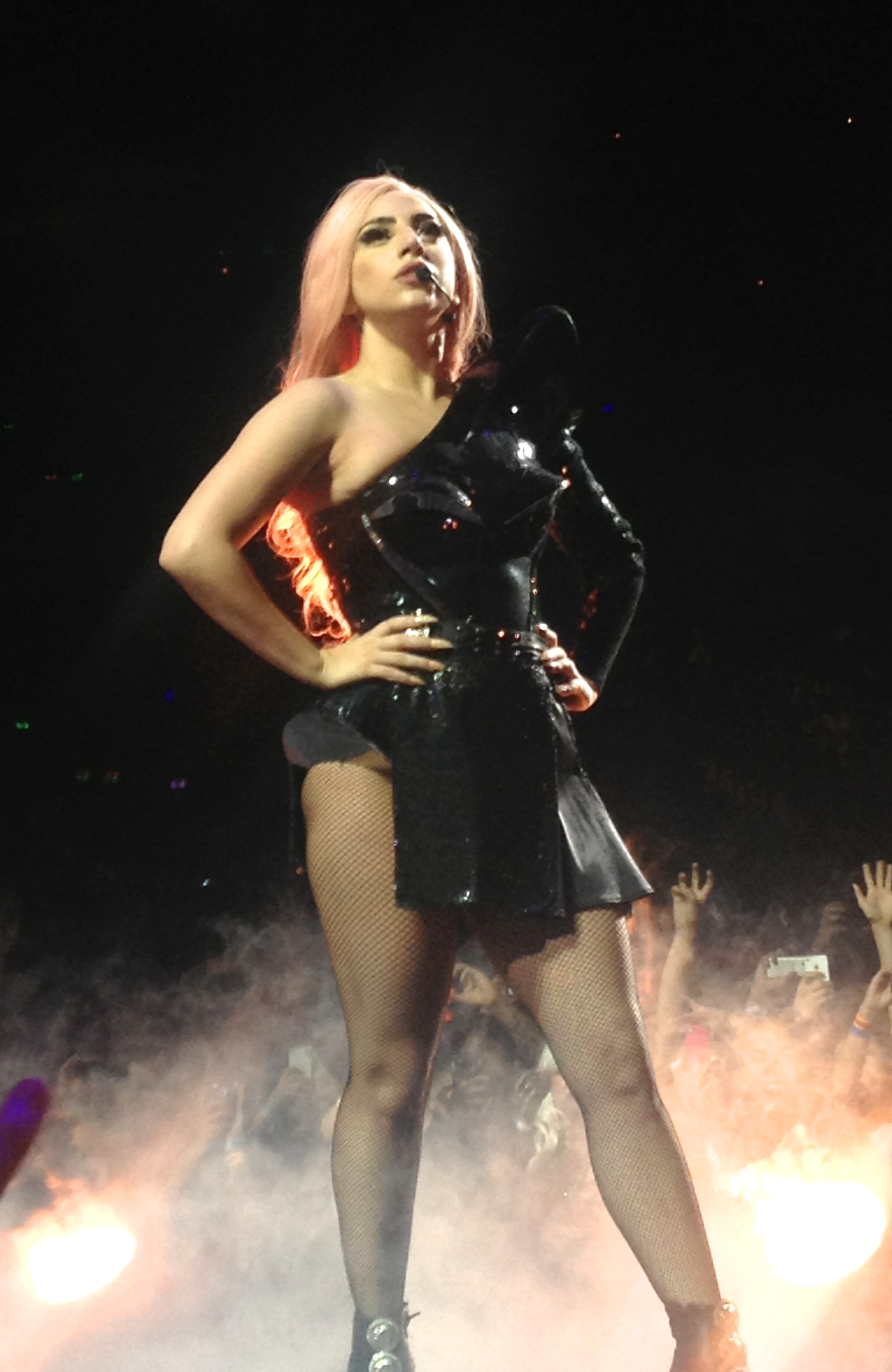
Lady Gaga a „Monster Pit”-et körülvevő kifutón

A jegyek iránti nagy kereslet Afrikában is folytatódott. Amikor a két dél-afrikai időpontra megkezdődött a jegyértékesítés, a Computicket online jegyértékesítő szerverei összeomlottak a koncertekre jegyet vásárolni kívánó rajongók nagy tömegének nyomása alatt. Az összeomlás előtt egyes rajongók rendkívül hosszú, akár kétórás várakozási időt tapasztaltak az online sorban állásban, és egy alkalommal arról számoltak be, hogy több mint 26 000 ember várakozott még mindig az online jegyvásárlásra. Ennek következtében a Computicket úgy döntött, hogy másnap reggelig leállítja az online jegyértékesítést.
A turné világméretű kereskedelmi sikere ellenére a dél-amerikai piacon nem kapott túl nagy visszhangot. Kolumbiában egyes jegyeket az eredeti ár feléért adtak el, hogy növeljék a jegyeladásokat. Ez széleskörű kritikát váltott ki a rajongókból, akik eredeti áron vásároltak jegyet; a produkciós cég ajánlatot is tett azoknak a rajongóknak, akik eredeti áron vásároltak jegyet, így egy másik ingyenes jegyet kaphattak ugyanarra a helyszínre, és az árhoz igazított visszatérítést, vagy teljes visszatérítést. A három brazíliai koncert jegyeladásának növelése érdekében különleges ajánlatokat tettek; ilyen volt az „kettőt az egyért”, a másik, hogy tíz részletben, kamatmentesen lehetett jegyet venni. Chilében a jegyeladások magasabbak voltak, mint a többi dél-amerikai országban. A koncertre azonban nem tudták azonnal eladni az összes helyet, és a koncertet gyártó cégnek két héttel az esemény előtt különleges ajánlatokat kellett tennie, hogy több jegyet adhasson el. Ezek közé tartozott egy 2x1 ajánlat, és a legtöbb jegy árának csökkentése. Peruban a jegyeket az eredeti áron adták el.
A turné észak-amerikai szakaszára jelentős jegyeladásokat tapasztaltak. Mire a turné utolsó 21 dátumát február 13-án lemondták, a teljes turnéra már majdnem minden jegy elkelt. Ha a teljes turné befejeződött volna, a jegyeladások meghaladták volna a 200 millió dollárt, és minden idők tizenöt legnagyobb bevételt hozó turnéja között végzett volna. Az utolsó 21 dátum lemondása több mint 25 millió dollár és 200 000 jegy árának visszatérítését eredményezte. Több mint húsz dátum volt hátra, de Gaga kénytelen volt lemondani a turné hátralévő dátumait, mivel csípősérülést szenvedett, ami műtétet igényelt. A turné befejezett dátumaival Gaga több mint 160 millió dolláros bevételt ért el.

## Viták és tüntetések
A turné dél-ázsiai szakasza némi vitát váltott ki, mivel a konzervatív szervezetek elítélték. Gaga LMBT-jogok melletti kiállása, a koncertek állítólagos illetlenségének és a dalszövegek vallási tartalmának köszönhetően egyes konzervatív keresztény és muszlim csoportok Dél-Koreában, a Fülöp-szigeteken és Indonéziában a koncertek lemondására szólítottak fel. A legtöbb koncert a tervezett időpontban zajlott le, bár az egyiket, Indonéziában, fenyegetések miatt törölték, és a törlést az olyan konzervatív csoportok növekvő befolyásának jeleként értékelték, mint az Iszlám Védelmezők Frontja.
Több konzervatív politikai kommentátor röviddel a turné megtervezése után elítélte a Born This Way Ballt. 2012 májusában Gaga online felháborodást váltott ki, különösen Bangkok városában, amikor a következőt tweetelte: „Most szálltam le Bangkokban, bébi! Készen állok 50 000 sikoltozó thaiföldi szörnyetegre. El akarok tévedni a női piacon és hamis Rolexet akarok venni”. Gaga több rajongója is rasszistának érezte a tweetet, és negatív sztereotípiának tekintette. A következő hónapban, hetekkel a thaiföldi koncertje után, az ország több polgára nyilvános pert indított Gaga ellen a thaiföldi zászlóval való visszaélés miatt. A panaszok onnan eredtek, hogy Gaga, miközben egy kiegészítőkkel ellátott és provokatív bikinis ruhát és egy hagyományos thaiföldi fejdíszt viselt, egy motorkerékpárral hajtott át a színpadon, amelyre egy thaiföldi zászlót kötöttek. Az ország kormánytisztviselői „nem megfelelőnek” ítélték a tettet, és úgy érezték, hogy az „sérti a thai emberek érzéseit”.
Gaga újabb vitákat váltott ki június 27-i melbourne-i fellépése után, ahol bemutatott egy új dalt, a Princess Die-t, amely az öngyilkosságról és a mentális betegségekről szól. A dal szövegét, többek között az olyan sorokat, mint „Bárcsak erős lennék/ bárcsak ne lenne igazam/ bárcsak megbirkóznék vele/ de bevettem a tablettákat és hagytam egy üzenetet”, az öngyilkossággal foglalkozó jótékonysági szervezetek „ízléstelennek” minősítették, mivel tartottak a dalban megjelenített öngyilkossággal kapcsolatos üzenettől. Chris Wagner a Lifeline nemzetközi krízis segélyszolgálattól kijelentette: „A Lifeline-t nagyon aggasztja a dal jellege, különösen mivel egyértelműen leírja az öngyilkosság módszerét, és részletesen beszél az öngyilkosságról. Tulajdonképpen semmilyen reményteli, segítségkérő vagy bármilyen pozitív jellegű üzenetet nem tartalmaz”. A dal Diána walesi hercegnére és halálára való utalása szintén megbotránkozást és felháborodást váltott ki, annak ellenére, hogy Gaga megpróbált elhatárolódni az ilyen vitáktól azzal, hogy a koncertje alatt egyértelműen megnevezte a dal címét.

## Dallista
Ez a lista az első Los Angeles-i koncert számlistáját ismerteti. Nem reprezentálja a turné összes dátumát.
1. Highway Unicorn (Road to Love)
2. Government Hooker
3. Born This Way
4. Black Jesus + Amen Fashion
5. Bloody Mary
6. Bad Romance
7. Judas
8. Fashion of His Love
9. Just Dance
10. LoveGame
11. Telephone
12. Hair
13. Electric Chapel
14. Heavy Metal Lover
15. Bad Kids
16. The Queen
17. You and I
18. Americano
19. Poker Face
20. Alejandro
21. Paparazzi
22. Scheiße
23. The Edge of Glory
24. Marry the Night

Megjegyzések
- Egyes koncerteken Gaga előadta eddig kiadatlan dalát, a Princess Die-t.[87]
- A két londoni fellépés során Gaga előadta John Lennon Imagine című dalának feldolgozását.[91]

## Közreműködők
Az adatok a turné hivatalos programfüzetéből származnak.
Főbb személyzet
- Vizuális rendező – Richard Jackson
- Művészeti vezető – Marla Weinhoff
- Gyártásvezető – Mo Morrison
- Színpadépítész – Mark Fisher
- Divatrendező – Nicola Formichetti
- Ruhatervezés – Haus of Gaga, Christian Dada, Armani, Versace, Moschino, and Void of Course
- Kreatív – Haus of Gaga, Lady Gaga, Josh Thomas and Richard Jackson
- Koreográfus – Richard Jackson
- Wardrobe – Perry Meek and Tony Villanueva
- Stylist – Brandon Maxwell
- Fodrász – Frederic Aspiras
- Smink – Tara Savelo and Sara Nicole Tanno
- Video rendező – Steven Fatone
- Fénytechnika – Calvin Mosier
- Management – Troy Carter
- Színpadi rendező – Richard Jackson
- Színpadgyártás – Tait Towers
- Szervező – Live Nation Global Touring
- Táncosok – Amanda Balen, David Lei Brandt, Graham Breitenstein, Montana Efaw, Kevin Frey, Knicole Haggins, Asiel Hardison, Jeremy Hudson, Mark Kanemura, Ian McKenzie, Sloan-Taylor Rabinor, and Victor Rojas

Zenekar
- Lady Gaga – vokál, zongora, keytar, gitár
- Lanar "Kern" Brantley – Basszus, zenekarvezető
- George "Spanky" McCurdy – Dobok
- Brockett Parsons – Billentyűs hangszerek
- Tim Stewart – Gitár
- Ricky Tillo – Gitár
- Joe Wilson – Zenei rendező

## A turné állomásai
| Dátum                | Város          | Ország                  | Helyszín                       | Előzenekar                  | Eladott jegyek / Összes jegy | Bevétel      |
| Ázsia                | Ázsia          | Ázsia                   | Ázsia                          | Ázsia                       | Ázsia                        | Ázsia        |
| -------------------- | -------------- | ----------------------- | ------------------------------ | --------------------------- | ---------------------------- | ------------ |
| 2012. április 27.    | Szöul          | Dél-Korea               | Olimpiai Stadion               | Zedd                        | 51 684 / 51 684              | $3 084 172   |
| 2012. május 2.       | Hongkong       | Hongkong                | AsiaWorld–Arena                | Zedd                        | 51 613 / 51 613              | $7 893 195   |
| 2012. május 3.       | Hongkong       | Hongkong                | AsiaWorld–Arena                | Zedd                        | 51 613 / 51 613              | $7 893 195   |
| 2012. május 5.       | Hongkong       | Hongkong                | AsiaWorld–Arena                | Zedd                        | 51 613 / 51 613              | $7 893 195   |
| 2012. május 7.       | Hongkong       | Hongkong                | AsiaWorld–Arena                | Zedd                        | 51 613 / 51 613              | $7 893 195   |
| 2012. május 10.      | Szaitama       | Japán                   | Saitama Super Arena            | Zedd                        | 96 550 / 96 550              | $18 339 701  |
| 2012. május 12.      | Szaitama       | Japán                   | Saitama Super Arena            | Zedd                        | 96 550 / 96 550              | $18 339 701  |
| 2012. május 13.      | Szaitama       | Japán                   | Saitama Super Arena            | Zedd                        | 96 550 / 96 550              | $18 339 701  |
| 2012. május 17.      | Tajpej         | Tajvan                  | TWTC Nangang Exhibition Hall   | Zedd                        | 22 173 / 22 173              | $4 274 243   |
| 2012. május 18.      | Tajpej         | Tajvan                  | TWTC Nangang Exhibition Hall   | Zedd                        | 22 173 / 22 173              | $4 274 243   |
| 2012. május 21.      | Manila         | Fülöp-szigetek          | Mall of Asia Arena             | Zedd                        | 18 915 / 18 915              | $1 275 387   |
| 2012. május 22.      | Manila         | Fülöp-szigetek          | Mall of Asia Arena             | Zedd                        | 18 915 / 18 915              | $1 275 387   |
| 2012. május 25.      | Bangkok        | Thaiföld                | Racsamangala Stadion           | Zedd                        | 41 478 / 41 478              | $4 299 376   |
| 2012. május 28.      | Szingapúr      | Szingapúr               | Singapore Indoor Stadium       | Zedd                        | 30 952 / 30 952              | $4 744 331   |
| 2012. május 29.      | Szingapúr      | Szingapúr               | Singapore Indoor Stadium       | Zedd                        | 30 952 / 30 952              | $4 744 331   |
| 2012. május 31.      | Szingapúr      | Szingapúr               | Singapore Indoor Stadium       | Zedd                        | 30 952 / 30 952              | $4 744 331   |
| Óceánia              |                |                         |                                |                             |                              |              |
| 2012. június 7.      | Auckland       | Új-Zéland               | Vector Arena                   | Lady Starlight              | 34 367 / 34 367              | $3 669 324   |
| 2012. június 8.      | Auckland       | Új-Zéland               | Vector Arena                   | Lady Starlight              | 34 367 / 34 367              | $3 669 324   |
| 2012. június 10.     | Auckland       | Új-Zéland               | Vector Arena                   | Lady Starlight              | 34 367 / 34 367              | $3 669 324   |
| 2012. június 13.     | Brisbane       | Ausztrália              | Brisbane Entertainment Centre  | Lady Starlight              | 31 326 / 31 326              | $4 289 453   |
| 2012. június 14.     | Brisbane       | Ausztrália              | Brisbane Entertainment Centre  | Lady Starlight              | 31 326 / 31 326              | $4 289 453   |
| 2012. június 16.     | Brisbane       | Ausztrália              | Brisbane Entertainment Centre  | Lady Starlight              | 31 326 / 31 326              | $4 289 453   |
| 2012. június 20.     | Sydney         | Ausztrália              | Allphones Arena                | Lady Starlight              | 54 774 / 54 774              | $7 563 088   |
| 2012. június 21.     | Sydney         | Ausztrália              | Allphones Arena                | Lady Starlight              | 54 774 / 54 774              | $7 563 088   |
| 2012. június 23.     | Sydney         | Ausztrália              | Allphones Arena                | Lady Starlight              | 54 774 / 54 774              | $7 563 088   |
| 2012. június 24.     | Sydney         | Ausztrália              | Allphones Arena                | Lady Starlight              | 54 774 / 54 774              | $7 563 088   |
| 2012. június 27.     | Melbourne      | Ausztrália              | Rod Laver Arena                | Lady Starlight              | 60 031 / 60 031              | $8 169 642   |
| 2012. június 28.     | Melbourne      | Ausztrália              | Rod Laver Arena                | Lady Starlight              | 60 031 / 60 031              | $8 169 642   |
| 2012. június 30.     | Melbourne      | Ausztrália              | Rod Laver Arena                | Lady Starlight              | 60 031 / 60 031              | $8 169 642   |
| 2012. július 1.      | Melbourne      | Ausztrália              | Rod Laver Arena                | Lady Starlight              | 60 031 / 60 031              | $8 169 642   |
| 2012. július 3.      | Melbourne      | Ausztrália              | Rod Laver Arena                | Lady Starlight              | 60 031 / 60 031              | $8 169 642   |
| 2012. július 7.      | Perth          | Ausztrália              | Burswood Dome                  | Lady Starlight              | 32 046 / 32 046              | $3 696 277   |
| 2012. július 8.      | Perth          | Ausztrália              | Burswood Dome                  | Lady Starlight              | 32 046 / 32 046              | $3 696 277   |
| Európa               |                |                         |                                |                             |                              |              |
| 2012. augusztus 14.  | Szófia         | Bulgária                | Armeets Arena                  | The Darkness Lady Starlight | 8705 / 8705                  | $489 708     |
| 2012. augusztus 16.  | Bukarest       | Románia                 | Piaţa Constituţiei             | The Darkness Lady Starlight | 22 602 / 22 602              | $627 303     |
| 2012. augusztus 18.  | Bécs           | Ausztria                | Wiener Stadthalle              | The Darkness Lady Starlight | 13 826 / 13 826              | $1 213 814   |
| 2012. augusztus 21.  | Vilnius        | Litvánia                | Vingio Parko Estrada           | The Darkness Lady Starlight | 14 853 / 14 853              | $1 004 182   |
| 2012. augusztus 23.  | Riga           | Lettország              | Mežaparka Lielā Estrāde        | The Darkness Lady Starlight | 12 974 / 12 974              | $587 997     |
| 2012. augusztus 25.  | Tallinn        | Észtország              | Tallinn Song Festival Grounds  | The Darkness Lady Starlight | 16 191 / 16 191              | $1 011 992   |
| 2012. augusztus 27.  | Helsinki       | Finnország              | Hartwall Arena                 | The Darkness Lady Starlight | 19 793 / 19 793              | $2 043 247   |
| 2012. augusztus 28.  | Helsinki       | Finnország              | Hartwall Arena                 | The Darkness Lady Starlight | 19 793 / 19 793              | $2 043 247   |
| 2012. augusztus 30.  | Stockholm      | Svédország              | Ericsson Globe                 | The Darkness Lady Starlight | 27 447 / 27 447              | $2 848 530   |
| 2012. augusztus 31.  | Stockholm      | Svédország              | Ericsson Globe                 | The Darkness Lady Starlight | 27 447 / 27 447              | $2 848 530   |
| 2012. szeptember 2.  | Koppenhága     | Dánia                   | Parken Stadion                 | The Darkness Lady Starlight | 27 819 / 27 819              | $2 223 471   |
| 2012. szeptember 4.  | Köln           | Németország             | Lanxess Arena                  | The Darkness Lady Starlight | 25 123 / 25 123              | $2 312 695   |
| 2012. szeptember 5.  | Köln           | Németország             | Lanxess Arena                  | The Darkness Lady Starlight | 25 123 / 25 123              | $2 312 695   |
| 2012. szeptember 8.  | London         | Anglia                  | Twickenham Stadion             | The Darkness Lady Starlight | 101 250 / 101 250            | $10 714 991  |
| 2012. szeptember 9.  | London         | Anglia                  | Twickenham Stadion             | The Darkness Lady Starlight | 101 250 / 101 250            | $10 714 991  |
| 2012. szeptember 11. | Manchester     | Anglia                  | Manchester Aréna               | The Darkness Lady Starlight | 15 543 / 15 543              | $1 795 795   |
| 2012. szeptember 15. | Dublin         | Írország                | Aviva Stadion                  | The Darkness Lady Starlight | 37 005 / 37 005              | $3 523 340   |
| 2012. szeptember 17. | Amszterdam     | Hollandia               | Ziggo Dome                     | The Darkness Lady Starlight | 26 375 / 26 375              | $2 462 977   |
| 2012. szeptember 18. | Amszterdam     | Hollandia               | Ziggo Dome                     | The Darkness Lady Starlight | 26 375 / 26 375              | $2 462 977   |
| 2012. szeptember 20. | Berlin         | Németország             | O2 World                       | The Darkness Lady Starlight | 11 968 / 11 968              | $1 138 313   |
| 2012. szeptember 22. | Párizs         | Franciaország           | Stade de France                | The Darkness Lady Starlight | 70 617 / 70 617              | $6 367 305   |
| 2012. szeptember 24. | Hannover       | Németország             | TUI Arena                      | The Darkness Lady Starlight | 10 816 / 10 816              | $1 075 831   |
| 2012. szeptember 26. | Zürich         | Svájc                   | Hallenstadion                  | The Darkness Lady Starlight | 26 626 / 26 626              | $3 035 010   |
| 2012. szeptember 27. | Zürich         | Svájc                   | Hallenstadion                  | The Darkness Lady Starlight | 26 626 / 26 626              | $3 035 010   |
| 2012. szeptember 29. | Antwerpen      | Belgium                 | Sportpaleis                    | The Darkness Lady Starlight | 33 539 / 33 539              | $2 948 685   |
| 2012. szeptember 30. | Antwerpen      | Belgium                 | Sportpaleis                    | The Darkness Lady Starlight | 33 539 / 33 539              | $2 948 685   |
| 2012. október 2.     | Milánó         | Olaszország             | Mediolanum Forum               | The Darkness Lady Starlight | 10 753 / 10 753              | $1 119 536   |
| 2012. október 3.     | Nizza          | Franciaország           | Palais Nikaia                  | The Darkness Lady Starlight | 13 169 / 13 169              | $1 088 012   |
| 2012. október 4.     | Nizza          | Franciaország           | Palais Nikaia                  | The Darkness Lady Starlight | 13 169 / 13 169              | $1 088 012   |
| 2012. október 6.     | Barcelona      | Spanyolország           | Palau Sant Jordi               | The Darkness Lady Starlight | 16 934 / 16 934              | $1 705 685   |
| Észak-Amerika        |                |                         |                                |                             |                              |              |
| 2012. október 26.    | Mexikóváros    | Mexikó                  | Foro Sol                       | The Darkness Lady Starlight | 37 260 / 37 260              | $2 666 769   |
| 2012. október 30.    | San Juan       | Puerto Rico             | José Miguel Agrelot Coliseum   | The Darkness Lady Starlight | 21 262 / 21 262              | $2 242 937   |
| 2012. október 31.    | San Juan       | Puerto Rico             | José Miguel Agrelot Coliseum   | The Darkness Lady Starlight | 21 262 / 21 262              | $2 242 937   |
| 2012. november 3.    | San José       | Costa Rica              | Estadio Nacional de Costa Rica | The Darkness Lady Starlight | 29 014 / 29 014              | $1 661 029   |
| Dél-Amerika          |                |                         |                                |                             |                              |              |
| 2012. november 6.    | Bogotá         | Kolumbia                | Estadio El Campín              | The Darkness Lady Starlight | 30 546 / 36 335              | $2 465 994   |
| 2012. november 9.    | Rio de Janeiro | Brazília                | Parque dos Atletas             | The Darkness Lady Starlight | 26 167 / 26 167              | $2 218 846   |
| 2012. november 11.   | São Paulo      | Brazília                | Morumbi Stadion                | The Darkness Lady Starlight | 43 137 / 43 137              | $4 293 859   |
| 2012. november 13.   | Porto Alegre   | Brazília                | FIERGS Parking Lot             | The Darkness Lady Starlight | 9918 / 9918                  | $923 379     |
| 2012. november 16.   | Buenos Aires   | Argentína               | River Plate Stadium            | The Darkness Lady Starlight | 45 007 / 45 007              | $3 988 565   |
| 2012. november 20.   | Santiago       | Chile                   | Estadio Nacional de Chile      | The Darkness Lady Starlight | 42 416 / 42 416              | $2 849 707   |
| 2012. november 23.   | Lima           | Peru                    | Estadio Universidad San Marcos | The Darkness Lady Starlight | 36 163 / 36 163              | $1 732 732   |
| 2012. november 26.   | Asunción       | Paraguay                | Jockey Club                    | The Darkness Lady Starlight | 26 481 / 26 481              | $1 107 371   |
| Afrika               |                |                         |                                |                             |                              |              |
| 2012. november 30.   | Johannesburg   | Dél-afrikai Köztársaság | FNB Stadion                    | The Darkness Lady Starlight | 56 900 / 56 900              | $3 270 764   |
| 2012. december 3.    | Fokváros       | Dél-afrikai Köztársaság | Cape Town Stadion              | The Darkness Lady Starlight | 39 527 / 39 527              | $2 285 389   |
| Európa               |                |                         |                                |                             |                              |              |
| 2012. december 6.    | Oslo           | Norvégia                | Telenor Arena                  | The Darkness Lady Starlight | 14 566 / 14 566              | $1 748 812   |
| 2012. december 9.    | Szentpétervár  | Oroszország             | SKK Peterburgsky               | The Darkness Lady Starlight | 11 127 / 11 127              | $1 434 499   |
| 2012. december 12.   | Moszkva        | Oroszország             | Olimpiai Stadion               | The Darkness Lady Starlight | 19 522 / 19 522              | $4 022 660   |
| Észak-Amerika        |                |                         |                                |                             |                              |              |
| 2013. január 11.     | Vancouver      | Kanada                  | Rogers Arena                   | Madeon Lady Starlight       | 30 054 / 30 054              | $2 891 441   |
| 2013. január 12.     | Vancouver      | Kanada                  | Rogers Arena                   | Madeon Lady Starlight       | 30 054 / 30 054              | $2 891 441   |
| 2013. január 14.     | Tacoma         | Egyesült Államok        | Tacoma Dome                    | Madeon Lady Starlight       | 14 185 / 14 185              | $1 258 450   |
| 2013. január 15.     | Portland       | Egyesült Államok        | Rose Garden                    | Madeon Lady Starlight       | 8853 / 8853                  | $791 496     |
| 2013. január 17.     | San José       | Egyesült Államok        | HP Pavilion                    | Madeon Lady Starlight       | 11 465 / 11 465              | $1 498 246   |
| 2013. január 20.     | Los Angeles    | Egyesült Államok        | Staples Center                 | Madeon Lady Starlight       | 24 412 / 24 412              | $3 082 251   |
| 2013. január 21.     | Los Angeles    | Egyesült Államok        | Staples Center                 | Madeon Lady Starlight       | 24 412 / 24 412              | $3 082 251   |
| 2013. január 23.     | Phoenix        | Egyesült Államok        | US Airways Center              | Madeon Lady Starlight       | N/A                          | N/A          |
| 2013. január 25.     | Las Vegas      | Egyesült Államok        | MGM Grand Garden Arena         | Madeon Lady Starlight       | N/A                          | N/A          |
| 2013. január 26.     | Las Vegas      | Egyesült Államok        | MGM Grand Garden Arena         | Madeon Lady Starlight       | N/A                          | N/A          |
| 2013. január 29.     | Dallas         | Egyesült Államok        | American Airlines Center       | Madeon Lady Starlight       | N/A                          | N/A          |
| 2013. január 31.     | Houston        | Egyesült Államok        | Toyota Center                  | Madeon Lady Starlight       | N/A                          | N/A          |
| 2013. február 2.     | St. Louis      | Egyesült Államok        | Scottrade Center               | Madeon Lady Starlight       | N/A                          | N/A          |
| 2013. február 4.     | Kansas City    | Egyesült Államok        | Sprint Center                  | Madeon Lady Starlight       | N/A                          | N/A          |
| 2013. február 6.     | St. Paul       | Egyesült Államok        | Xcel Energy Center             | Madeon Lady Starlight       | N/A                          | N/A          |
| 2013. február 8.     | Toronto        | Kanada                  | Air Canada Centre              | Madeon Lady Starlight       | 24 874 / 24 874              | $3 414 886   |
| 2013. február 9.     | Toronto        | Kanada                  | Air Canada Centre              | Madeon Lady Starlight       | 24 874 / 24 874              | $3 414 886   |
| 2013. február 11.    | Montréal       | Kanada                  | Bell Centre                    | Madeon Lady Starlight       | N/A                          | N/A          |
| Összesen             | Összesen       | Összesen                | Összesen                       | Összesen                    | 1 692 693 / 1 698 482        | $174 586 690 |

### Törölt koncertek
| Dátum             | Város            | Ország           | Helyszín                   | Törlés oka          |
| ----------------- | ---------------- | ---------------- | -------------------------- | ------------------- |
| 2012. június 3.   | Jakarta          | Indonézia        | Gelora Bung Karno Stadium  | Biztonsági aggályok |
| 2013. február 13. | Chicago          | Egyesült Államok | United Center              | Csípősérülés        |
| 2013. február 14. | Chicago          | Egyesült Államok | United Center              | Csípősérülés        |
| 2013. február 16. | Detroit          | Egyesült Államok | The Palace of Auburn Hills | Csípősérülés        |
| 2013. február 17. | Hamilton         | Kanada           | Copps Coliseum             | Csípősérülés        |
| 2013. február 19. | Philadelphia     | Egyesült Államok | Wells Fargo Center         | Csípősérülés        |
| 2013. február 20. | Philadelphia     | Egyesült Államok | Wells Fargo Center         | Csípősérülés        |
| 2013. február 22. | New York City    | Egyesült Államok | Madison Square Garden      | Csípősérülés        |
| 2013. február 23. | New York City    | Egyesült Államok | Madison Square Garden      | Csípősérülés        |
| 2013. február 25. | Washington, D.C. | Egyesült Államok | Verizon Center             | Csípősérülés        |
| 2013. február 27. | Boston           | Egyesült Államok | TD Garden                  | Csípősérülés        |
| 2013. március 2.  | University Park  | Egyesült Államok | Bryce Jordan Center        | Csípősérülés        |
| 2013. március 3.  | Uncasville       | Egyesült Államok | Mohegan Sun Arena          | Csípősérülés        |
| 2013. március 6.  | Brooklyn         | Egyesült Államok | Barclays Center            | Csípősérülés        |
| 2013. március 7.  | Brooklyn         | Egyesült Államok | Barclays Center            | Csípősérülés        |
| 2013. március 10. | Nashville        | Egyesült Államok | Bridgestone Arena          | Csípősérülés        |
| 2013. március 11. | Atlanta          | Egyesült Államok | Philips Arena              | Csípősérülés        |
| 2013. március 13. | Tampa            | Egyesült Államok | Tampa Bay Times Forum      | Csípősérülés        |
| 2013. március 15. | Sunrise          | Egyesült Államok | BB&T Center                | Csípősérülés        |
| 2013. március 16. | Miami            | Egyesült Államok | American Airlines Arena    | Csípősérülés        |
| 2013. március 18. | Greensboro       | Egyesült Államok | Greensboro Coliseum        | Csípősérülés        |
| 2013. március 20. | Tulsa            | Egyesült Államok | BOK Center                 | Csípősérülés        |

## Lásd még
- A legjövedelmezőbb női turnék listája

## Fordítás
- Ez a szócikk részben vagy egészben  a   Born This Way Ball című angol Wikipédia-szócikk fordításán alapul.  Az eredeti cikk szerkesztőit annak laptörténete sorolja fel. Ez a jelzés csupán a megfogalmazás eredetét és a szerzői jogokat jelzi, nem szolgál a cikkben szereplő információk forrásmegjelöléseként.